# Ricker Dome
Der Ricker Dome ist ein eisfreier und 1720 m hoher Berg in der antarktischen Ross Dependency. In der Nash Range ragt er 5 km östlich des Smith Bluff auf.
Der United States Geological Survey kartierte ihn anhand eigener Vermessungen und Luftaufnahmen der United States Navy aus den Jahren von 1960 bis 1962. Das Advisory Committee on Antarctic Names benannte ihn im Jahr 1966 nach Karl E. Ricker, Biologe des United States Antarctic Research Program auf der McMurdo-Station im Jahr 1961.